# Brignolia cubana
Brignolia cubana là một loài nhện trong họ Oonopidae.
Loài này thuộc chi Brignolia. Brignolia cubana được Dumitrescu & Georgescu miêu tả năm 1983.